# Virgin Steele
Virgin Steele är ett heavy metal-band från New York, USA, som grundades 1981. Bandet sångare och frontfigur är David DeFeis.
Det sound som bandet har är enligt många väldigt likt Manowar, ett annat band från New York. Från bandets första skiva till bandets senaste alster så har deras musik gått från traditionell heavy metal till mer bombastisk musik, dominerad av körer och pianon.
Bandet är känt för sina mytologiska teman och sina konceptalbum.

## Medlemmar
Nuvarande medlemmar
- David DeFeis – sång, synthbas, piano, keyboard (1981– )
- Edward Pursino – gitarr, basgitarr (1984– )
- Josh Block – basgitarr, rytmgitarr (2001– )

Tidigare medlemmar
- Kelly Nickels – basgitarr (1981)
- Jack Starr – gitarr (1981–1984)
- Joe O'Reilly – basgitarr (1981–1992)
- Joey Ayvazian – trummor (1981–1995)
- Teddy Cook – basgitarr (1992)
- Rob DeMartino – basgitarr (1993–2000)
- Frank Gilchriest – trummor (1995–2015)
- Jeff Beavers – basgitarr (2000)

Turnerande medlemmar
- Lynn Delmato – keyboard

## Diskografi
Studioalbum
- 1982 – Virgin Steele
- 1983 – Guardians of the Flame
- 1986 – Noble Savage
- 1988 – Age of Consent
- 1993 – Life Among the Ruins
- 1994 – The Marriage of Heaven and Hell Part I
- 1995 – The Marriage of Heaven and Hell Part II
- 1998 – Invictus
- 1999 – The House of Atreus Act I
- 2000 – The House of Atreus Act II
- 2006 – Visions of Eden
- 2010 – The Black Light Bacchanalia
- 2015 – Hymns to Damnation

EP
- 2000 – The House of Atreus: Act II
- 2000 – Magick Fire-Music

Singlar
- 1983 – "A Cry in the Night"
- 1983 – "Wait for the Night"
- 1993 – "Snakeskin Voodoo Man"

Samlingsalbum
- 1983 –Burn the Sun
- 1995 –The Marriage of Heaven and Hell Part One + Part Two
- 2002 – The Book of Burning
- 2002 – Hymns to Victory
- 2014 – The Marriage of Heaven and Hell - Part One & Part Two